# 赤池龍記
赤池龍記（あかいけ りゅうき、1962年2月24日 - ）は、日本の実業家。株式会社エッチ・ケー・エス （HKS）元代表取締役社長、元 HKS-IT CO.,LTD取締役社長。

## 人物・経歴
1984年千葉商科大学商経学部卒業。1985年株式会社エッチ・ケー・エス入社。1997年4月マフラー事業部長、同年11月取締役、2007年製造管理部長、2008年機械加工部長、2010年1月製造部長、同年4月HKS-IT Co .,Ltd. 取締役社長就任、2016年代表取締役社長、2017年常務取締役管理部長、2018年常務取締役管理部長兼財務部長就任、2023年常務取締役退任。